# Clase Orlando
La clase Orlando fue una clase de siete cruceros acorazados de la Marina Real británica completados entre 1888 y 1889.

## Construcción

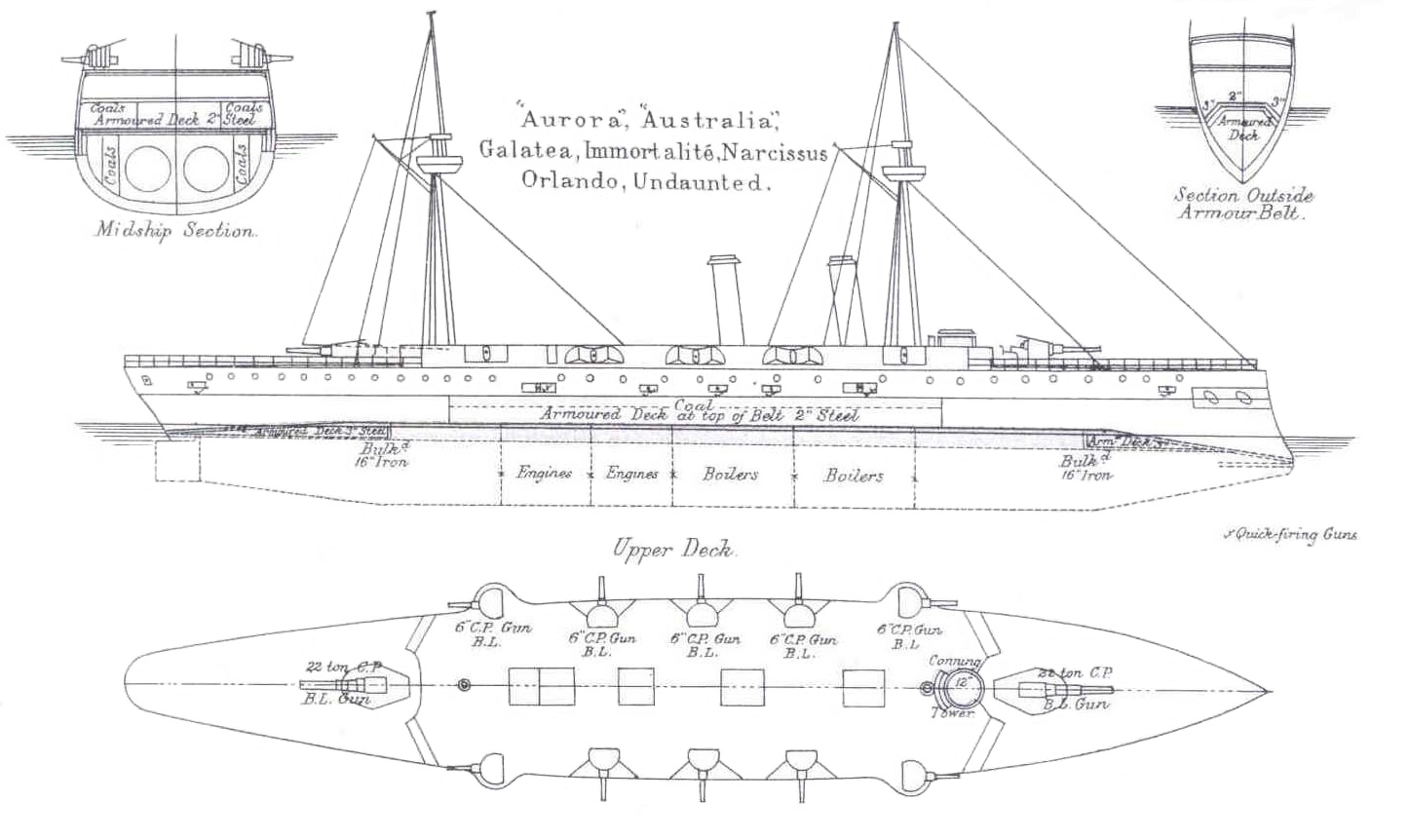
Elevación derecha y plano de cubierta como se muestra en el anual naval de Brassey de 1888.

El 2 de diciembre de 1884, el Secretario del Almirantazgo declaró: "La actual Junta ha ido desarrollando gradualmente y, me atrevería a decir, de manera eficaz, nuestros recursos para la protección del comercio. La última Junta del Almirantazgo estableció un tipo admirable para este propósito en la clase Leander hemos seguido sus pasos produciendo la clase Mersey, y ahora nos proponemos dar un paso más en la misma dirección, instalando buques de la clase Mersey, pero protegidos por una cinturón en lugar de una cubierta blindada. Creo que el cinturón será aprobado por mi honorable amigo que se sienta detrás de mí (Sir Edward J. Reed)". Estos cruceros con cinturón eran de la clase Orlando.
La práctica británica estándar en ese momento era que estos costes excluyeran el armamento y las provisiones. El casco incluía "maquinaria hidráulica, soportes para armas, etc."

## Unidades
- HMS Orlando: botado en 1886, enviado al desguace en 1905.
- HMS Aurora: botado en 1887, enviado al desguace en 1907.
- HMS Australia: botado en 1886, enviado al desguace en 1905.
- HMS Galatea: botado en 1887, enviado al desguace en 1905.
- HMS Immortalité: botado en 1886, enviado al desguace en 1907.
- HMS Narcissus: botado en 1886, enviado al desguace en 1906.
- HMS Undaunted: botado en 1886, enviado al desguace en 1907.

## Galería

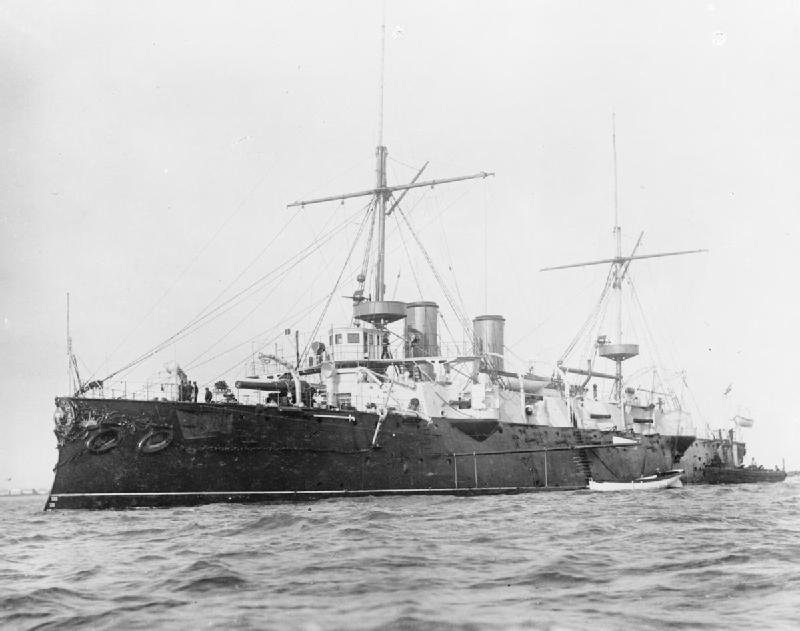
HMS Aurora
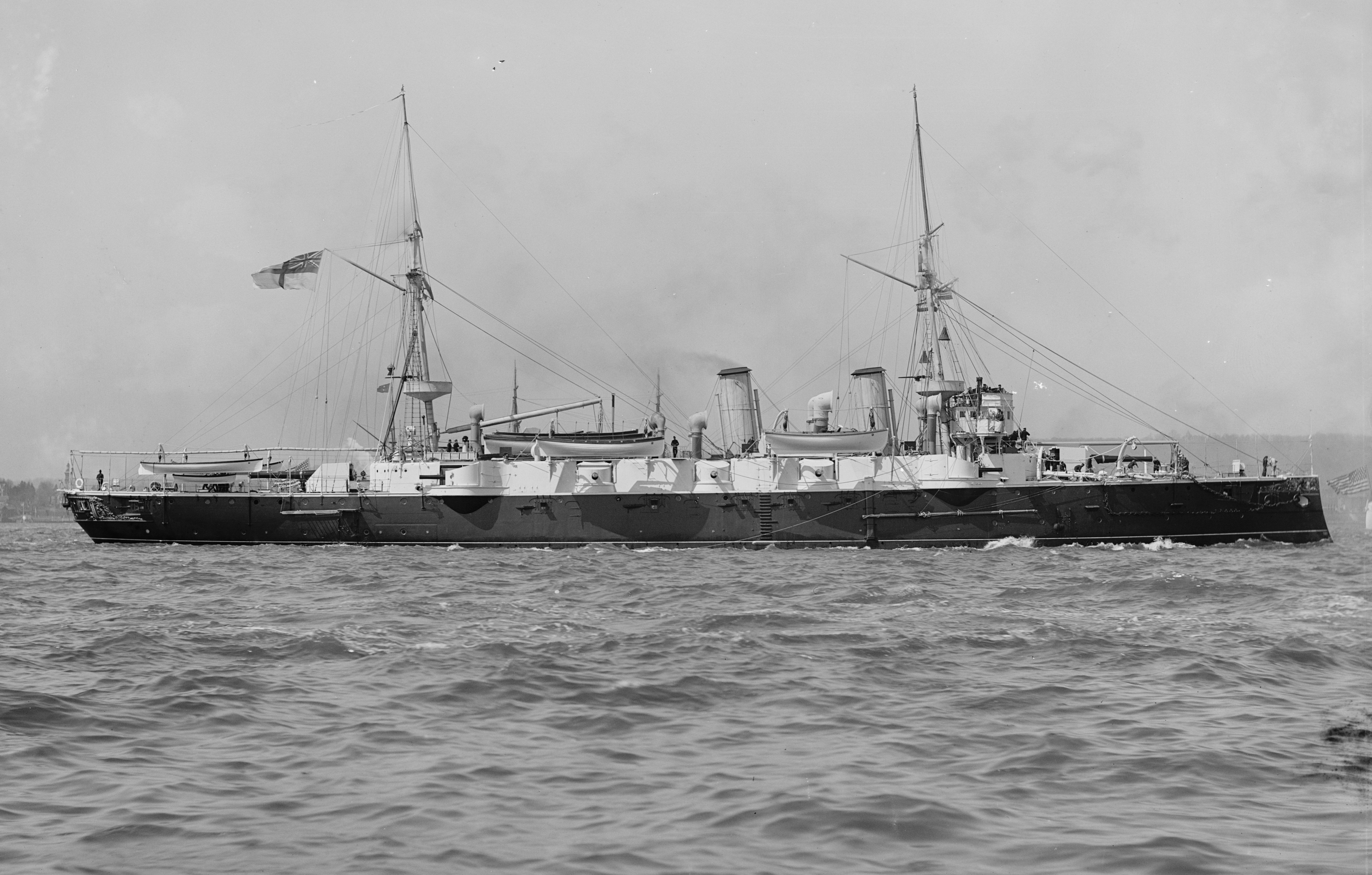
HMS Australia
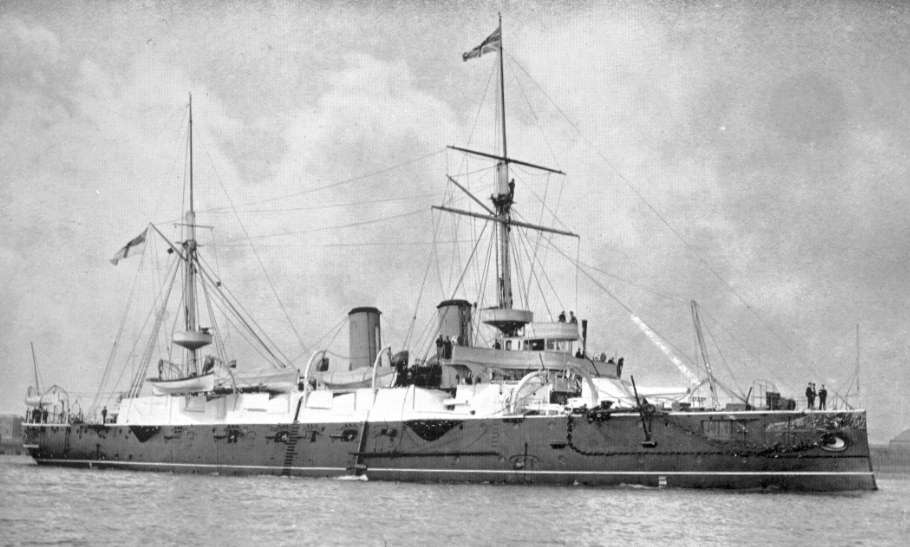
HMS Galatea
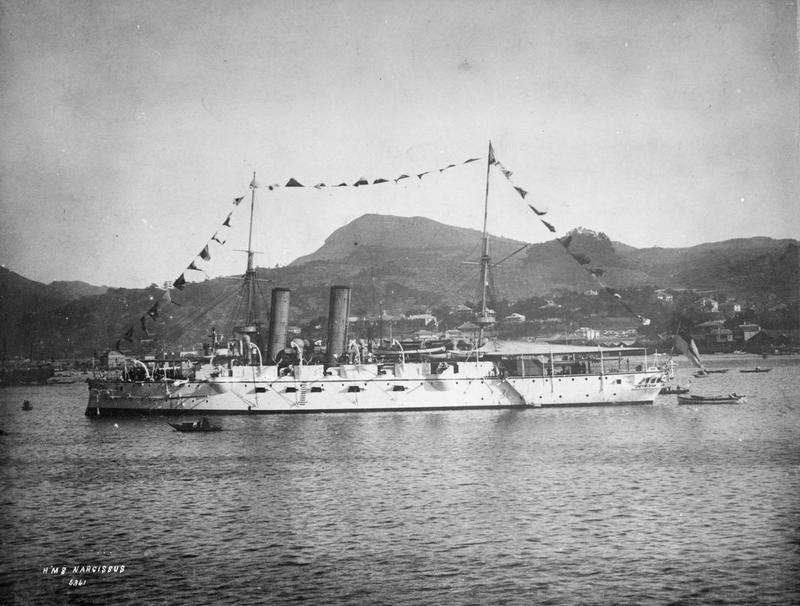
HMS Narcissus